# Тромп-Ярзагарай, Элла
Алисия Анджела (Элла) Тромп-Ярзагарай (нидерл. Ella Tromp-Yarzagaray; 17 декабря 1944, Аруба) — политический и государственный деятель Арубы. Первая женщина, занявшая должность министра финансов и полномочного министра в стране.

## Биография
Получила образование в области бухгалтерского учёта, делового администрирования и торговли. Сначала работала в бизнесе, позже в 1976 году перешла в сферу образования. Учительствовала, преподавала экономику, туризм и административное образование.
Политическая карьера Эллы Тромп началась в 1989 году. Работала в кабинете премьер-министра. В марте 1991 года была назначена полномочным министром Арубы и занимала эту должность до марта 1993 года, вновь на ту же должность была назначена в 2001—2005 годах. Была первой женщиной в истории страны, занявшей этот пост. Элла Тромп также была первой женщиной, назначенной на пост министра финансов Арубы (1993—1994).
С 1994 по 2001 год Тромп была членом парламента Арубы и входила в партийный совет Народного избирательного движения Арубы. В сентябре 2008 года была назначена исполняющей обязанности губернатора Арубы. Ушла в отставку 1 ноября 2016 года.